# Abdel Massih al-Antaki
 (mai 2020).
Pour les articles homonymes, voir Antaki.
ʿAbd al-Masīḥ ibn Fatḥ Allāh al-Anṭākī, né en 1874 à Alep et mort en 1923 au Caire, était un journaliste syrien, fondateur de périodiques à Alep et au Caire.